# Quo Vadis, Aida?
 (прев. Куда идеш, Аида?) јест међународни копродукцијски ратни драмски филм из 2020. године. Режирала га је Јасмила Жбанић, која је такође написала сценарио. Премијерно је приказан је на 77. Филмском фестивалу у Венецији, гдје је номинован за главну награду.
Филм је ушао у ужи избор од 15 филмова номинованих за Оскара за најбољи филм на страном језику на 93. додјели Оскара, а 15. марта уврштен је у ужи избор од пет филмова. Освојио је награду публике на 50. издању Међународног филмског фестивала у Ротердаму и награду за најбољи страни филм 2021. на Филмском фестивалу у Гетеборгу, Такође је номинован за најбољи међународни филм на 36. додјели награде Независни дух те за најбољи страни филм и режију на 74. додјели награда БАФТА.

## Радња
Радња се догађа 11. јула 1995. током рата у Босни и Херцеговини. Аида, преводилац за Уједињене нације, покушава спасити своју породицу након што је Војска Републике Српске заузела Сребреницу и када је почињен масакр над бошњачким становништвом тог подручја.

## Улоге
- Јасна Ђуричић — Аида Селманагић
- Изудин Бајровић — Нихад Селманагић, Аидин супруг
- Борис Лер — Хамдија
- Дино Бајровић — Ејо
- Борис Исаковић — Ратко Младић
- Јохан Хелденберг — Том Кареманс
- Едита Маловчић — Весна, Јокина супруга
- Емир Хаџихафизбеговић — Јока
- Минка Муфтић — Мунира
- Рејмонд Тири — Роб Франкен
- Тен Лаукс — капетан Минтјес
- Јус Брауерс — Баутвејн
- Рејнаут Бусемакер — пуковник др Робен
- Ермин Браво — градоначелник
- Сол Винкен — војник Ламерц
- Миха Хулсхоф — мајор де Хан
- Јуда Гослинга — поручник Рутен
- Ермин Сијамија — Лаловић
- Аљбан Укај — Тарик

## Премијера
Филм је своју свјетску премијеру имао 3. септембра 2020. на 77. Венецијанском филмском фестивалу. Филм је такође приказан на Међународном филмском фестивалу у Торонту септембра 2020.

## Критике
У филму је српски војник представљен како претреса делегацију Муслимана из Сребренице, као и жену коју додирује испод сукње, док се на оригиналном архивском снимку по којем је рађена та сцена види да српски војници неометано пуштају жену из делегације да уђе у објекат.
На веб-сајту Rotten Tomatoes филм је на основу 59 рецензија постигао највећу оцјену од 100%, а на веб-сајту Metacritic има резултат 94 од 100, заснован на осам критика, што указује на „свеопште одобравање”.

### Рецензије
Рајан Гиблеј у својој критици за New Statesman описује како је Жбанић „обликовала чињенично стање у елоквентан и савјестан филм који је неизвјестан и напет трилер вођен Ђуричићином глумом”. Џуд Драј је за IndieWire написала да је Жбанић „разоткрила дубоке посљедице насиља и рата код људи”, а Питер Брадшав из -а да је послије 25 година „вријеме да се поново осврнемо на ужас који се догодио у Сребреници, а Жбанић је то урадила с јасним саосјећањем и искреношћу”.
Џесика Чaнг из -а сматра да филм „настоји деревидирати историју и усредсређује се на тешке ситуације које су задесиле жртве у вихору зла — не само масакра већ и ширег зла институционалних неуспјеха и међународне равнодушности”.
Кевин Махер из -а рекао је да ово „ватрено и махнито предано режирање Јасмиле Жбанић која филм окончава узнемирујућим приказом бремена кога преживјели Сребренчани и даље носе”.
Председница УО Филмског центра Србије Јелена Триван изјавила је за филмове Quo Vadis, Aida? и Дара из Јасеновца да се нада да ће такви филмови допринети развитку културе сећања на Балкану, поштовању жртава и регионалном помирењу.